# Вальехо-Нагера Ботас, Хуан-Антонио
Хуан-Антонио Вальехо-Нагера Ботас (исп. Juan Antonio Vallejo-Nágera Botas; 1926—1990) — испанский врач-психиатр, писатель.

## Биография
Сын медика, видного деятеля режима генерала Франко. Учился у иезуитов в Вальядолиде.
В 1949 году окончил медицинский факультет Мадридского университета Комплутенсе.
В 1953 был назначен заведующим отделом психиатрии и психогигиены (Sección de Psiquiatría e Higiene Mental) Института здоровья в Мадриде.
В 1954 году защитил докторскую диссертацию на тему эпилепсии и кататонического синдрома. Тогда же был награждён премией испанской Королевской медицинской академии за лучшую докторскую работу года.
В 1955 году Королевская медицинская академия удостоила его медали за работу «Неврозы у детей».
В 1956 году он был удостоен Национальной премии в области медицины и год спустя стал доцентом на кафедре психиатрии в Медицинской школе Центрального университета столицы Испании. В течение ряда лет был директором Государственного Института педагогики и Центра психиатрических исследований в Мадриде. 
В 1974 году отошёл от занятий научной деятельностью и посвятил себя литературному творчеству. Автор ряда научных трудов в области психиатрии и художественных исторических произведений.
В 1985 году стал лауреатом испанской литературной премии Планета (Premio Planeta) за исторический роман «Yo, el rey» (Я, король).
Член Академии изящных искусств и исторических наук Толедо. С 1981 года — почётный профессор Университета Буэнос-Айреса.
Награждён орденом за гражданско-санитарные заслуги (Orden Civil de Sanidad).

## Избранная библиография
- Lecciones de Psiquiatría. (1958). ISBN 978-84-224-0024-0.
- Ante la depresión. ISBN 978-84-08-03781-1.
- Naifs Españoles Contemporáneos. (1975). ISBN 978-84-400-9199-4.
- Introducción a la Psiquiatría. (1963—1977). ISBN 978-84-224-0483-5
- El ingenuismo en España. (1982). ISBN 978-84-85728-11-4.
- Ulcera gastroduodenal en los personajes de la historia, (1987). ISBN 978-84-7592-128-0.
- Color en un mundo gris y otros artículos. (1991). ISBN 978-84-7880-131-2.
- Mi mundo. (1995). ISBN 978-84-7880-509-9.
- Mishima o el placer de morir. (1995). ISBN 978-84-08-01296-2.
- Perfiles humanos. (1996). ISBN 978-84-395-4578-1.
- Yo, el intruso. (1997). ISBN 978-84-395-5966-5.
- Concierto para instrumentos desafinados. (1997). ISBN 978-84-08-02156-8.
- La puerta de la esperanza. (1999). ISBN 978-84-08-03246-5.
- Vallejo y yo. (1999). ISBN 978-84-08-03269-4.
- Locos egregios. (2002). ISBN 978-84-08-04460-4.
- Yo, el rey. (2004). ISBN 978-84-674-0924-6.
- Conócete a ti mismo: los grandes problemas psicológicos de nuestro tiempo. (2006). ISBN 978-84-8460-467-9.
- Guía práctica de psicología: cómo afrontar los problemas de nuestro tiempo. (2006). ISBN 978-84-8460-472-3.
- Aprender a hablar en público. (2006). ISBN 978-84-08-06863-1.